# 英格兰安立甘宗教堂保护信托基金

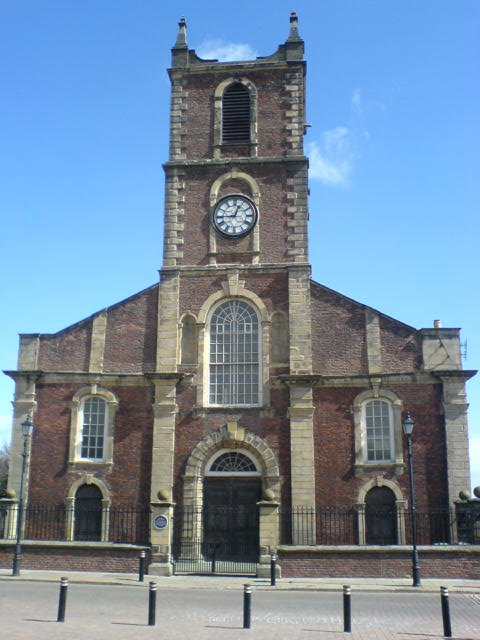
桑德兰三一教堂是一所受基金保护的登錄建築

英格兰安立甘宗教堂保护信托基金（英文：Churches Conservation Trust），曾被称作冗余教堂基金（英文：Redundant Churches Fund），其目的是保护处于危险中的历史性教堂建筑，那些对英格兰安立甘宗来说过剩的教堂。